# مهدی حبیبی
مهدی حبیبی (زاده ۲۹ دی ۱۳۵۷ تهران - درگذشته ۲۹ آبان ۱۳۹۵ خورشیدی) ورزشکار بیس جامپ اهل ایران و رکورددار پرش هوایی در ایران و آسیا بود. او تنها ورزشکار حرفه‌ای ایران در رشتهٔ پروازی لباس بالدار به‌شمارمی‌رفت.
مهدی حبیبی در جریان مسابقات جهانی سال ۲۰۱۶ آمریکا رکورد ۳۶۴۳ متر پرواز هوایی را با سرعت ۳۱۰ کیلومتر در ساعت ثبت کرده و با کسب رتبه ۴۱ جهانی، رکورددار آسیا شده بود. او روز ۲۹ آبان ۱۳۹۵ هنگام تمرین در برخورد با دیوارهٔ کوهی در سوئیس درگذشت.